# Alloa
Alloa (Allmhagh Mòr) is een plaats en voormalige burgh in het Schotse bestuurlijke gebied Clackmannanshire, ten oosten van Stirling en ten westen van Clackmannan, op de oever van de rivier Forth.
Het ontstaan van deze plaats is grotendeels te danken aan de Alloa Tower. De Schotse kroon gaf in 1363 het land ten noorden van de rivier de Forth aan Robert Erskine. Zijn opvolgers werden de graven van Mar. Zij waren de eersten die op deze locatie een kasteel bouwden aan het einde van de 13e eeuw. De huidige Alloa Tower stamt uit de late 14e eeuw en incorporeert delen van het oorspronkelijke kasteel.
Alloa heeft een haven, die groeide mede dankzij de kolenmijnen in het gebied in de 17e eeuw.

## Verkeer en vervoer
- Station Alloa

## Geboren
- David Allan (1744-1796), kunstschilder en tekenaar

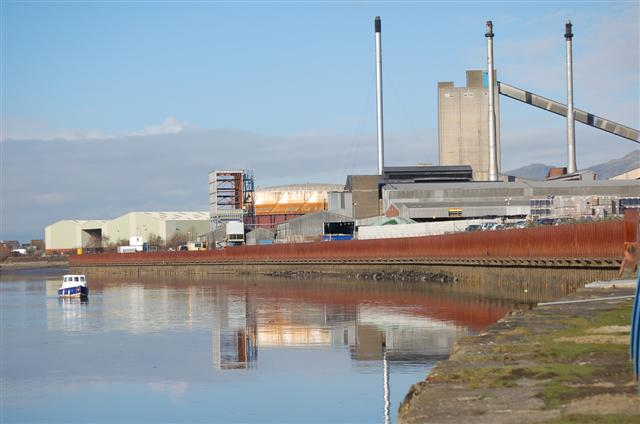
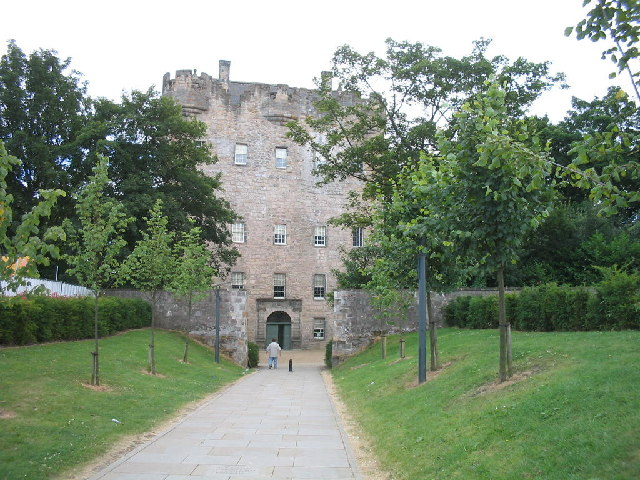
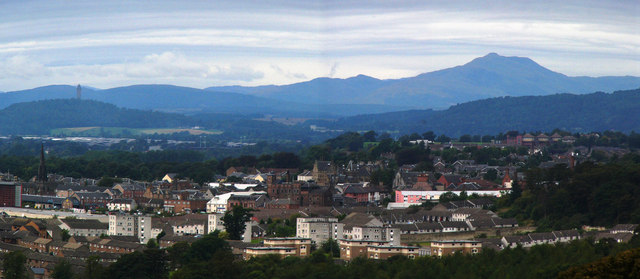
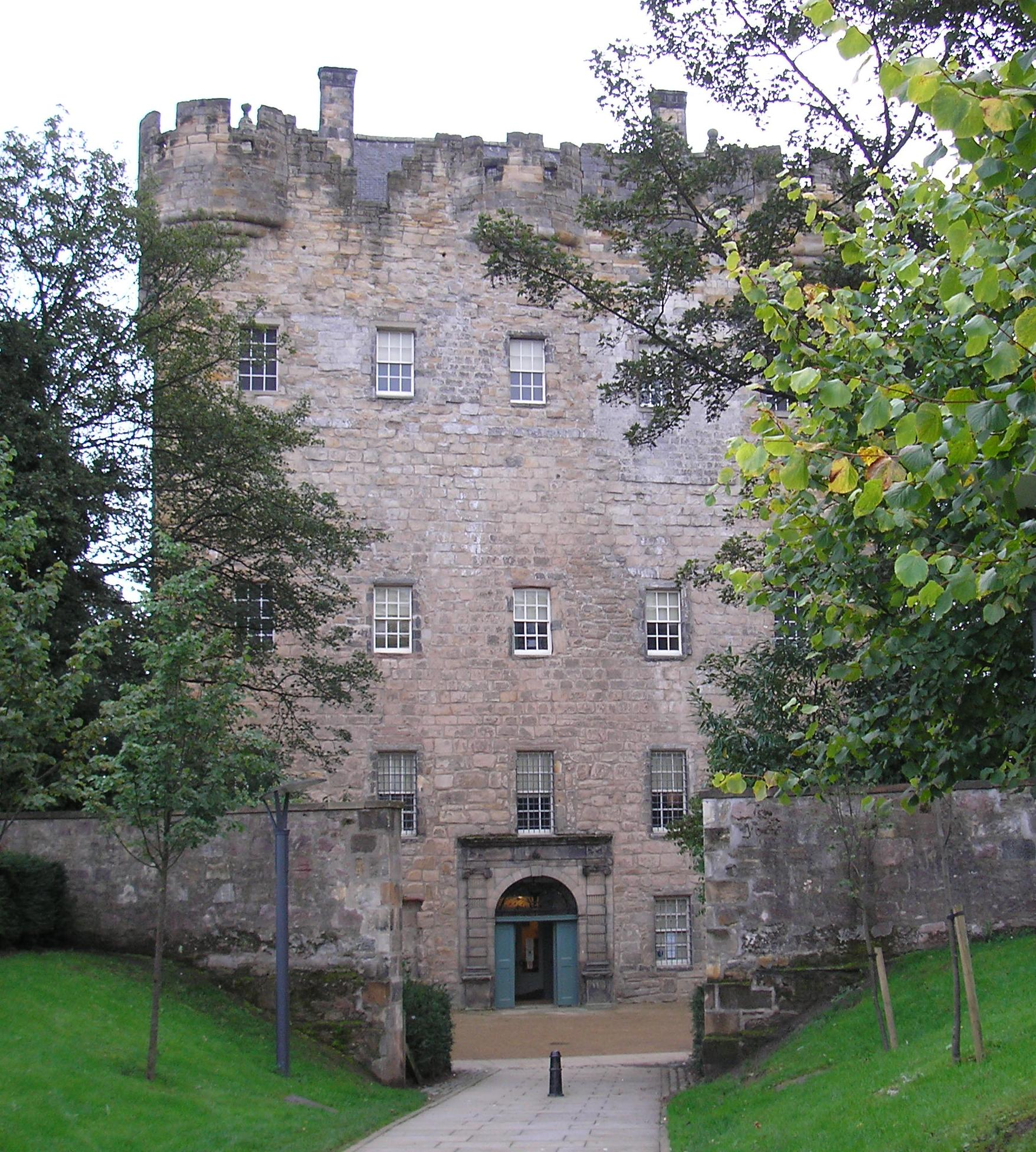
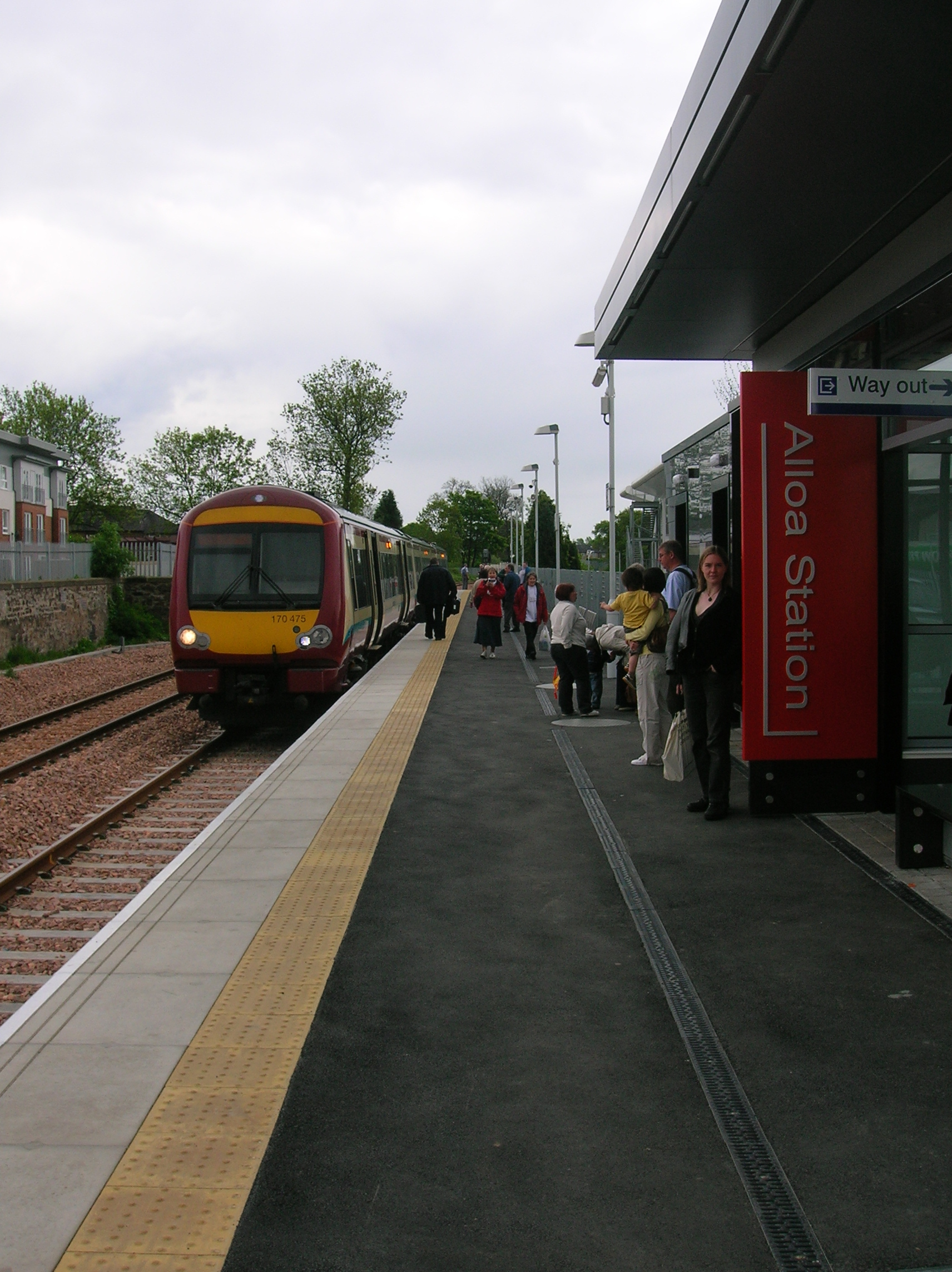